# Métamorphoses (Liberalis)
Pour les articles homonymes, voir Métamorphose.

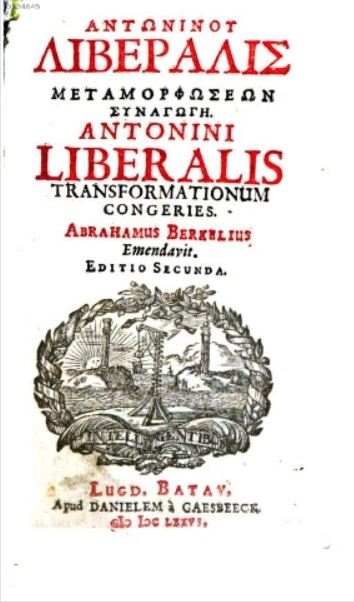
Antoninus Liberalis Transformationum congeries, 1676 edition

Les Métamorphoses (en grec ancien Μεταμορφωσέων Συναγωγή / Metamorphôséôn Sunagôgế) sont un recueil de quarante-et-une fables de métamorphoses de la mythologie grecque. Elles sont attribuées à un certain Antoninus Liberalis dont on ne sait rien par ailleurs, si ce n'est qu'il a probablement vécu au Ier ou au IIe siècle. Leur principal intérêt est de préserver des auteurs hellénistiques pratiquement disparus, qui ont également été la source d'auteurs latins comme Ovide.

## Contenu
Comme leur titre l'indique, les fables portent toutes sur des métamorphoses. Certaines rapportent la disparition (ἀφανισμός / aphanismós) du héros de la fable, qui devient invisible après avoir trouvé la mort ; d'autres évoquent des transformations en oiseaux, en végétaux ou encore en étoiles. Certaines fables sont mieux connues par d'autres auteurs, notamment Ovide, alors qu'Antoninus Liberalis constitue la seule source conservée pour d'autres mythes, notamment ceux de Hiérax, Aegypios, Aspalis, Cleinis et Polyphonte.
Chacune des fables est accompagnée, dans la marge inférieure (ou si la page contient deux fables, sur la marge supérieure pour la première et la marge inférieure pour la seconde) d'une « manchette » précisant la source dont Antoninus Liberalis s'est censément inspiré. Quatorze auteurs différents sont cités : Antigone de Caryste (une fois), Apollonios de Rhodes (une fois), « Areus de Laconie » (une fois, inconnu par ailleurs, peut-être le poète Areios cité par Pausanias), Athanadas (une fois, inconnu par ailleurs), Boïos (dix fois), Corinne (deux fois), Didymarchos (une fois), Hermésianax (une fois), Hésiode (une fois), Ménécrate de Xanthos (une fois), Nicandre de Colophon (une fois), Phérécyde d'Athènes (vingt-deux fois) et Simmias de Rhodes (une fois). L'authenticité et l'exactitude de ces manchettes sont toutefois sujettes à caution.

## Histoire du texte
Le recueil est conservé dans un seul manuscrit conservé à la Bibliothèque palatine de Heidelberg, qui est également l'unique témoin d'autres œuvres dont les Passions amoureuses de Parthénios de Nicée et le Des fleuves du pseudo-Plutarque. Datable de la seconde moitié du IXe siècle, le codex est apporté de Constantinople à Bâle vers 1437 par le cardinal Jean Stojkovič. Guilielmus Xylander l'emploie pour l'édition princeps des Métamorphoses en 1568.